# Kieron St Aimie
Kieron St Aimie, född 4 maj 1989 i London, är en engelsk fotbollsspelare (mittfält) i Chelmsford City.
St Aimie debuterade för Queens Park Rangers FC i en träningsmatch mot Celtic FC efter att John Gregory (då manager i QPR) skrivit kontrakt med honom. Därefter spelade han i  Carling Cup mot Leyton Orient FC. 
I januari 2008 skrev han på för Barnet FC.